# Sim Jae-Young
Sim Jae-Young (14 de septiembre de 1995) es una deportista surcoreana que compite en taekwondo. Ganó dos medallas de oro en el Campeonato Mundial de Taekwondo en los años 2017 y 2019.

## Palmarés internacional
| Campeonato Mundial | Campeonato Mundial       | Campeonato Mundial | Campeonato Mundial |
| Año                | Lugar                    | Medalla            | Categoría          |
| ------------------ | ------------------------ | ------------------ | ------------------ |
| 2017               | Muju (Corea del Sur)     | Medalla de oro     | –46 kg             |
| 2019               | Mánchester (Reino Unido) | Medalla de oro     | –46 kg             |